# Microburst

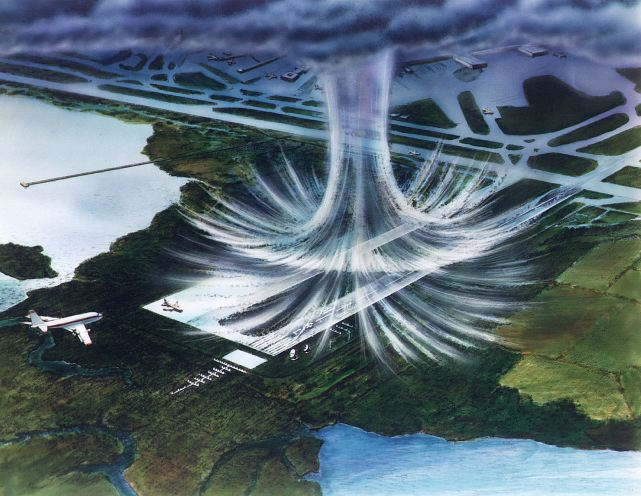
Illustrazione di un microburst. Da notare la direzione dell'aria prima dell'impatto col suolo. Successivamente si propaga in tutte le direzioni. Il regime dei venti di un microburst è opposto a quello dei tornado.

Un microburst (o microraffica discendente) è un violento e improvviso colpo di vento simile a una tromba d'aria, ma distinguibile da quest'ultima. Si tratta di un piccolo downburst che ha un'estensione laterale limitata (1–4 km) e per un periodo di tempo inferiore a 5 minuti.

## Descrizione
I microburst si generano dalle nubi a forte sviluppo verticale e, come per i downburst di maggiori dimensioni, sono di due tipi: microraffiche umide (più comuni) e microraffiche secche (più rare).
Nel caso della microraffica umida, la pioggia che cade dalla nube temporalesca evapora velocemente quando attraversa lo strato d'aria più calda sotto la nube e raffredda in modo brusco lo strato d'aria stessa; l'aria quindi precipita in modo violento verso il suolo; la raffica discendente è ben identificabile a causa della pioggia ben visibile sotto la nube, oppure per la forma curiosa detta rain foot che assume la pioggia portata in alto e che può formare addirittura una nuova nube detta wall cloud o scud cloud.
La microraffica secca si produce sotto a nubi cumuliformi che si sono generate dal surriscaldamento di un suolo umido e innalzatesi in un contesto di aria povera di vapore acqueo; l'aria secca viene portata verso l'alto all'interno della nube e provoca la veloce evaporazione delle goccioline di nube e di pioggia, raffreddando in modo brusco l'aria che quindi sprofonda al suolo; in questo caso nulla indica che ci siano getti d'aria discendenti, a parte il polverone che può sollevarsi dall'impatto della raffica col terreno.
La fase finora descritta è quella discendente, detta downflow; a questa segue una serie di correnti violente e caotiche a componente orizzontale, dette outflow, che si muovono nella direzione del temporale.

## Macroraffiche
L'insieme delle raffiche orizzontali costituisce la macroraffica e il fronte di avanzamento è detto fronte della macroraffica o gust front.
L'evoluzione della macroraffica si può suddividere in quattro fasi:
1. iniziale, in cui i venti diventano da verticali a orizzontali, lambiscono il suolo e raggiungono i 50–70 km/h[1];
2. matura, quando il temporale inizia a perdere energia, le correnti orizzontali si espandono fino a oltre 5 km e si forma un vortice detto rotore, costituito da correnti che vanno verso l'alto fino a raggiungere i 500–1000 m; spesso il rotore è reso visibile dalle gocce di pioggia[5];
3. di completa maturazione, quando il temporale comincia a dissolversi, la macroraffica può raggiungere i 15 km di estensione, ma si riduce anche il rotore[6];
4. finale, quando il temporale è ormai dissolto, la macroraffica può durare ancora qualche minuto, propagandosi come un vortice autonomo nella direzione iniziale, fino ad esaurirsi per l'attrito; questa fase è quella più rischiosa per l'aviazione, dato che, alla quota di 300–600 m scorrono l'uno accanto all'altro, il vento che alimenta la macroraffica e quello collegato all'inflow, diretto verso la nube; nell'arco di poche centinaia di metri ci può essere un cambio di direzione del vento di 180°, associato a un violento wind shear verticale[6].